# Ашкелон
Ашкелон е град в Южен окръг, Израел. Населението му е 134 454 жители (2016 г.). Площта му е 47,788 кв. км. Намира се на средиземноморския бряг, 50 км южно от Тел Авив и 13 км северно от Ивицата Газа. Името на града идва от семитски, от глагола „измервам“, показвайки значението на града като търговски център.

## Побратимени градове
- Балтимор (Мериленд, САЩ)
- Портланд (Орегон, САЩ)
- Синян (Китай)
- Сопот (Полша)